# Sabileh
Sabileh (tiếng Ả Rập: سبيلة) là một ngôi làng Syria nằm ở Jisr al-Shughur Nahiyah ở huyện Jisr al-Shughur, Idlib. Theo Cục Thống kê Trung ương Syria (CBS), Sabileh có dân số 147 người trong cuộc điều tra dân số năm 2004.